# Lucie Kuhlmann
Lucie Kuhlmann ist eine 1911 im Oberlin-Institut in Colmar, Elsass durch den französischen Züchter Eugène Kuhlmann (1858-1932) neu gezüchtete Rotweinsorte. Sie ist eine Kreuzung zwischen (Vitis riparia x Vitis rupestris) x Goldriesling und wurde ab 1921 verkauft.
Lucie Kuhlmann ist früh reif, mit hoher Pilzresistenz gegen den Echten und den Falschen Mehltau so wie auch gegen Botrytis cinerea. Somit kann weitgehend auf Pflanzenschutzmittel verzichtet werden. Diese Sorte ist wegen der frühen Reife speziell für kühlere Gegenden geeignet. Je nach Ausbau entsteht ein kräftiger Wein mit leichtem Fox-Ton.
In Kanada wird sie in den Weinbaugebieten Neuschottland, Ontario und Quebec kultiviert. Da sie eine Hybridrebe ist, wurde der Anbau in Deutschland in den 1930er Jahren verboten und darf nur im Versuchsanbau angebaut werden. 
Die Rebsorten Léon Millot, Lucie-Kuhlmann und Maréchal Foch sind aus derselben Kreuzung hervorgegangen und sind demnach verwandt. Lucie Kuhlmann hat aber im Vergleich zu den anderen Sorten eine etwas festere Tannin - Struktur. 
Die Rebsorte wurde nach der Ehefrau von Eugène Kuhlmann, Frau Lucie Kuhlmann, benannt.
Siehe auch die Artikel Weinbau in Frankreich und Weinbau in Kanada sowie die Liste von Rebsorten.
Synonym:  Kuhlmann 149-3 
Abstammung: M.G.t 101-14 (Vitis riparia x Vitis rupestris) x Goldriesling. M.G.t 101-14 steht für 101-14 Millardet et de Grasset, die im Jahr 1882 von Pierre-Marie Alexis Millardet und Charles de Grasset gekreuzt wurde.